# Pozemní komunikace

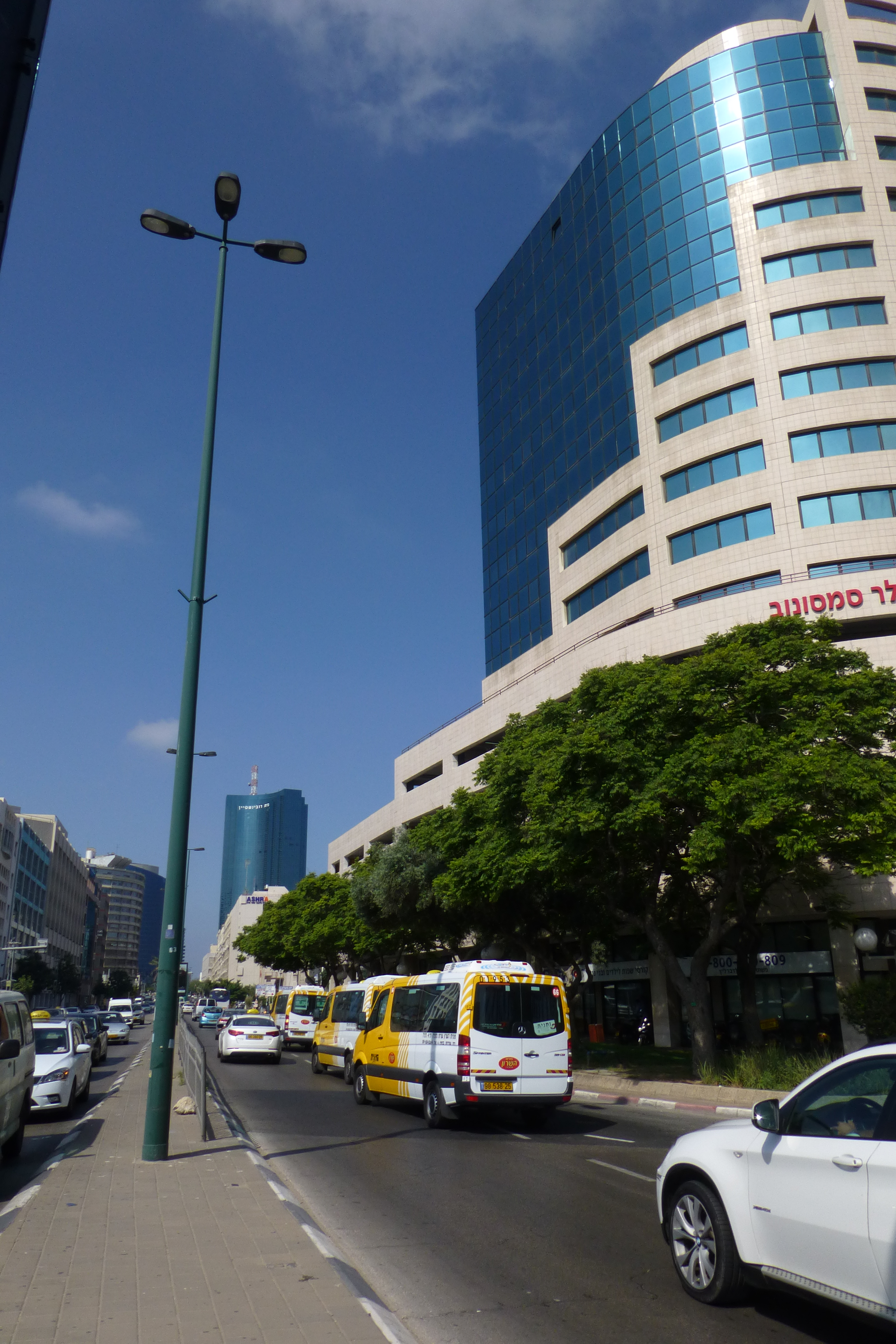
Pozemní komunikace

Pozemní komunikace je dopravní cesta určená k užití silničními a jinými vozidly a chodci, včetně pevných zařízení nutných pro zajištění tohoto užití a jeho bezpečnosti. Může mít charakter stavby (prakticky vždy u dálnic a silnic, ve většině případů u místních komunikací), která je podle současné české právní úpravy samostatnou nemovitou věcí nezapisovanou do katastru nemovitostí, nebo se může jednat o pozemek či jeho část (typické u účelových komunikací).
V České republice se pozemní komunikace dělí na tyto kategorie:
- dálnice, určené pro rychlou dálkovou a mezistátní dopravu silničními motorovými vozidly, která je budována bez úrovňových křížení, s oddělenými místy napojení pro vjezd a výjezd a která má směrově oddělené jízdní pásy
- silnice, kterou je veřejně přístupná pozemní komunikace určená k užití silničními a jinými vozidly a chodci; jedná se o nejtypičtější kategorii pozemních komunikací, v běžném jazyce se pro pozemní komunikace nezřídka používá označení silnice
- místní komunikace, kterou je veřejně přístupná pozemní komunikace, která slouží převážně místní dopravě na území obce; místní komunikací IV. třídy může být i samostatná pěší komunikace
- účelové komunikace, které slouží ke spojení jednotlivých nemovitostí pro potřeby vlastníků těchto nemovitostí nebo ke spojení těchto nemovitostí s ostatními pozemními komunikacemi nebo k obhospodařování zemědělských a lesních pozemků, obvykle v šíři 3 metrů; dělí se na veřejně přístupné, které mají v některých ohledech obdobný režim jako místní komunikace nebo silnice, a veřejně nepřístupné; vyústění účelové komunikace na jiný druh komunikace se nepovažuje za křižovatku

Uvedené vymezení v zásadě nemá objektivní charakter, nýbrž slouží jako vodítko pro rozhodnutí silničního správního úřadu o zařazení konkrétní pozemní komunikace do některé z kategorií a také o tom, co vůbec pozemní komunikací je. Silnice, místní komunikace a účelová komunikace nejsou v terénu ani v běžně dostupných mapách od sebe zpravidla žádným dopravním značením rozlišeny, což v praxi působí problémy při určování práv a povinností, které z kategorie pozemní komunikace vyplývají.
Kolejové dráhy, ač jsou vedeny po zemi, do pojmu pozemních komunikací nespadají.

## Stezky a pěšiny
Zákon o ochraně přírody a krajiny zavádí ještě pojem stezky a pěšiny. Ty jsou, leží-li mimo zastavěné území obce, evidovány spolu s veřejně přístupnými účelovými komunikacemi podle tohoto zákona v zájmu zachování veřejné přístupnosti krajiny. Tato evidence není propojená s evidencí pozemních komunikací. Stezka nebo pěšina je zpravidla účelovou komunikací nebo místní komunikací IV. třídy, případně může být sporné, zda ji vůbec za pozemní komunikaci považovat. Z žádného označení v terénu ani z běžných map zpravidla status stezky nebo pěšiny poznat nelze.